# Кабалин, Иван Андреевич
Иван Андреевич Кабалин (10 июня 1923 года — 15 ноября 1982 года) — участник Великой Отечественной войны, командир отделения миномётной роты 78-го гвардейского стрелкового полка 25-й гвардейской стрелковой дивизии 6-й армии 3-го Украинского фронта, младший лейтенант. Герой Советского Союза.

## Биография
Родился 10 июня 1923 года в деревне Александровка Батыревского уезда (ныне Комсомольский муниципальный округ Чувашии) в семье рабочего. Окончил 7 классов. В 1938 году после окончания школы вместе с семьёй переехал в город Канаш. Работал токарем на Канашском вагоноремонтном заводе.
В Красную Армию призван Канашским райвоенкоматом Чувашской АССР в мае 1942 года. В боях Великой Отечественной войны с июля 1942 года. Сражался на Юго-Западном и 3-м Украинском фронтах. Принимал участие в Курской битве, освобождении Харькова и Левобережной Украины.
Командир отделения миномётной роты 78-го гвардейского стрелкового полка 25-й гвардейской стрелковой дивизии 6-я армии 3-го Украинского фронта гвардии сержант Кабалин 26 сентября 1943 года в составе дивизии форсировал реку Днепр, в течение 3 суток вёл ожесточённый бой с фашистами. 23 октября 1943 года при расширении плацдарма на правом берегу Днепра в ходе отражения контратак уничтожил до роты пехоты противника, подавил пять пулемётных точек.
Указом Президиума Верховного Совета СССР от 22 февраля 1944 года за образцовое выполнение боевых заданий командования на фронте борьбы с немецко-фашистскими захватчиками и проявленные при этом мужество и героизм, гвардии сержанту Кабалину Ивану Андреевичу присвоено звание Героя Советского Союза с вручением ордена Ленина и медали «Золотая Звезда» (№ 2527).
После демобилизации работал на Канашском вагоноремонтном заводе. Без отрыва от производства окончил Алатырский техникум железнодорожного транспорта (1954), Тбилисский институт железнодорожного транспорта (1960). После окончания института занимал инженерные должности на предприятиях Черкасской области, Карельской АССР. С апреля 1969 года работал диспетчером Канашского вагоностроительного завода. Скончался 15 ноября 1982 года. Похоронен на городском кладбище города Канаш.

## Награды
Награждён орденом Ленина, орденом Красного Знамени, орденом Отечественной войны 2-й степени, медалями.

## Память
- Его имя было занесено в Почётную книгу трудовой славы и героизма Чувашской АССР (1978 г.).
- В селе Комсомольское установлен бюст Кабалина, на здании школы, в которой он учился — мемориальная доска. В городе Канаш именем И.А. Кабалина названы лицей и улица.
- В селе Комсомольское Чувашской Республики в честь И.А. Кабалина назван микрорайон.